# Xã Potosi, Quận Linn, Kansas
Xã Potosi (tiếng Anh: Potosi Township) là một xã thuộc quận Linn, tiểu bang Kansas, Hoa Kỳ. Năm 2010, dân số của xã này là 1.840 người.